# Hannsjosef Bolley
Hannsjosef Bolley (* 21. August 1900; † 14. August 1981) war ein deutscher Regisseur, Intendant, Schauspieler und Synchronsprecher.

## Leben und Wirken
Erste Erfahrungen als Regisseur sammelte Bolley am Schlesischen Landestheater. Über mehrere Stationen, darunter 1925 Solingen, 1930 Arnsberg und von 1931 bis 1933 Oberspielleiter in Schneidemühl, gelangte Bolley nach Annaberg im sächsischen Erzgebirge, wo er 1934 Intendant des heutigen Eduard-von-Winterstein-Theater wurde und bis zur kriegsbedingten Schließung des Theaters 1944 im Amt blieb. Zum 1. Mai 1933 war er der NSDAP beigetreten (Mitgliedsnummer 3.424.677).
Nach dem Zweiten Weltkrieg arbeitete er u. a. als Regisseur und Schauspieler am Stadttheater Plauen, am Nationaltheater Weimar und als Synchronsprecher.